# Plana Baixa
La Plana Baixa (in castigliano: Plana Baja) è una delle 34 comarche della Comunità Valenciana, con una popolazione di 176 685 abitanti in maggioranza di lingua catalana; suo capoluogo è Borriana (cast. Burriana).
Amministrativamente fa parte della provincia di Castellón, che comprende 8 comarche.